# Sarantáporo
Sarantáporo (en grec moderne Σαραντάπορο) est un village et une ancienne municipalité du district régional de Larissa, Thessalie, Grèce.
Depuis la réforme de 2011, il fait partie  de la municipalité (dème) de Elassóna.
Il fut le lieu de la victoire grecque lors de la bataille de Sarantaporo au cours de la Première Guerre balkanique qui rattacha la région à la Grèce.